# Sébastien Zamet

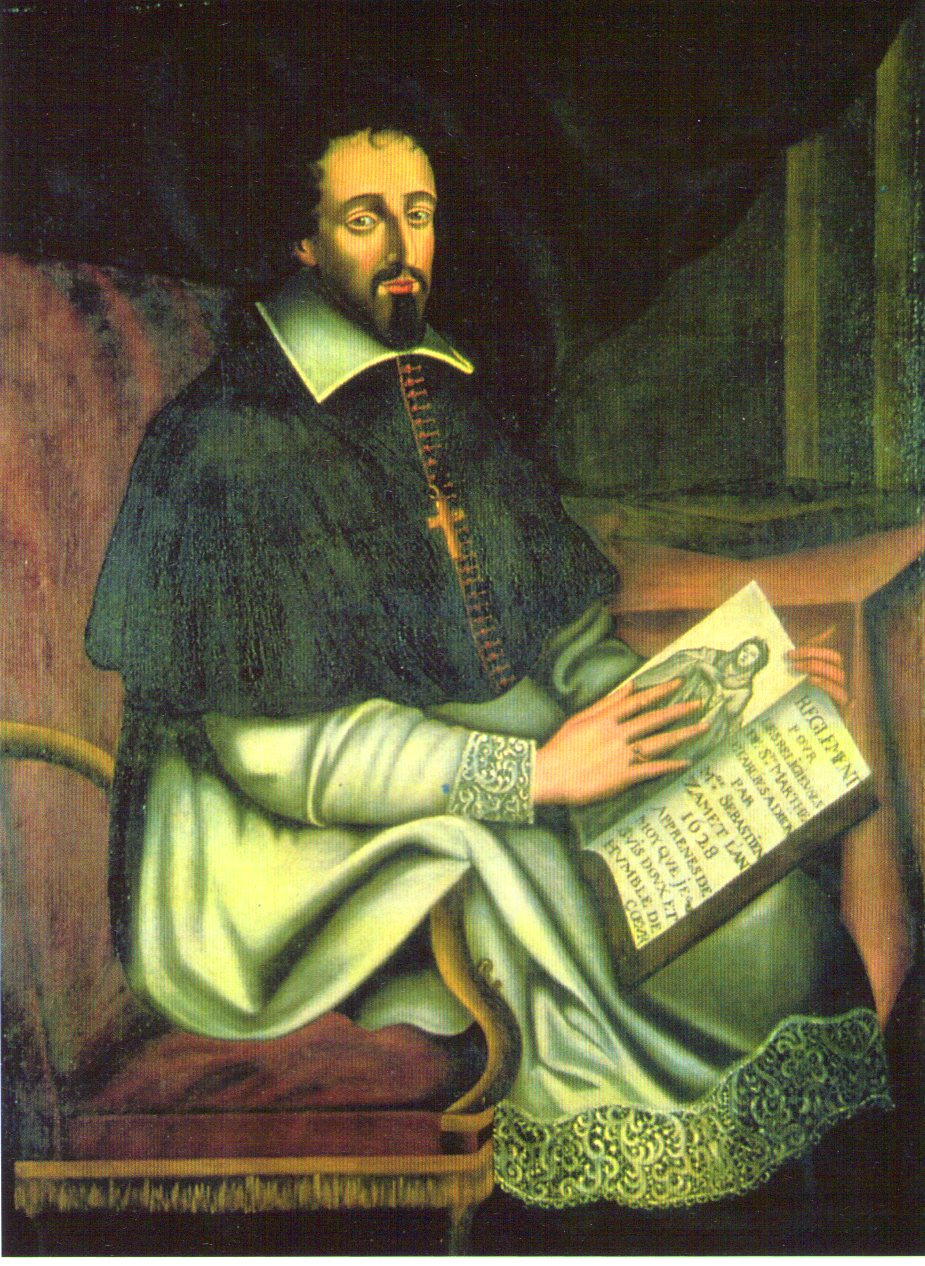
Sébastien Zamet (Gemälde von Jean Tassel)

Sébastien Zamet (* 1588 in Paris; † 2. Februar 1655 in Mussy-sur-Seine) war ein französischer römisch-katholischer Bischof, Klosterreformer und früher Akteur des Jansenismusstreits.

## Leben und Werk

### Herkunft und Jugend
Zamet entstammte einer aus Italien eingewanderten Familie. Sein Vater (1549–1614), der den gleichen Vornamen trug, war der reichste Mann Frankreichs und Freund des Königs Heinrich IV. Nach der Ermordung seines Onkels Horace als Abt der Abtei Juilly in Juilly (Seine-et-Marne) erbte Zamet als Dreijähriger nominell die Abtei, die dann von seinem Vater verwaltet wurde. Er studierte im Collège Henri-IV de La Flèche und an der Sorbonne, wurde einer der acht Almoseniere des Königs und stand als „Monsieur de Juilly“ ganz jung bereits in hohem Ansehen (u. a. bei Franz von Sales).

### Bischof von Langres (Anfänge)
Als er 1615 für 40 Jahre Bischof von Langres wurde, ging er tatkräftig daran, die Beschlüsse des Tridentinums, die soeben erst von der französischen Klerikerversammlung auf den Generalständen von 1614 offiziell übernommen worden waren, in seinem Bistum, zu dem auch die Stadt Dijon gehörte, umzusetzen. Er gründete Gemeinschaften des von Pierre de Bérulle ins Leben gerufenen Französischen Oratoriums (Langres 1616, Dijon 1621) und sorgte sich in besonderer Weise um die Frauenklöster (Ursulinen, Dominikanerinnen, Annuntiatinnen). 1622 gründete er in Dijon ein Kloster des von Johanna Franziska von Chantal ins Leben gerufenen Ordens von der Heimsuchung Mariens.

### Reform der Abtei Tart
In der Abtei Tart der Zisterzienserinnen unterstützte er ab 1622 (anfänglich im Zusammenwirken mit dem Abt von Kloster Cîteaux, Nicolas Boucherat, 1562–1625) die Reformbestrebungen der Äbtissin Jeanne de Pourlan (auch: Marie-Jeanne de Courcelles de Pourlan oder: Jeanne de Saint-Joseph, 1591–1651). Aus Gründen der Trennung vom reformunwilligen Teil des Klosters und in Befolgung einer Konzilsempfehlung verlegte er 1623 die reformwilligen Nonnen in die Stadt Dijon, wo sie 1624 das inzwischen erbaute Kloster in der heutigen Rue Sainte-Anne bezogen. Als 1625 Boucherats Nachfolger, Abt Pierre Nivelle (1593–1661), sich der Reform widersetzte und die Äbtissin Pourlan gar exkommunizierte, übernahm Zamet statt seiner die Aufsicht über das Kloster (offiziell 1627) und führte als weitere Neuerung die Wahl der Äbtissin durch den Konvent (auf drei Jahre) ein. Die erste gewählte Äbtissin war von 1629 bis 1632 Marie de Thoulorge.

### Zamet und Port-Royal (1624–1633)
1624 traf Zamet zum ersten Mal mit der Äbtissin Angélique Arnauld von Kloster Port Royal des Champs zusammen, die seit dem Tod von Franz von Sales im Jahre 1622 auf der Suche nach einem neuen geistlichen Leiter des Nonnenkonvents war. Für gut 10 Jahre kam es zu einem engen Zusammenwirken zwischen ihr und Zamet. Er unterstützte, wie in Tart, den Wechsel von Port-Royal des Champs in die Stadt Paris (1625–1626) und verfolgte mit ihr zusammen die Idee eines Instituts der Ewigen Anbetung des Allerheiligsten (Institut du Saint-Sacrement), das Port-Royal mit Tart vereinen sollte und das von der 1627 durch Henri de Lévis (1596–1680) gegründeten Gesellschaft des Allerheiligsten (Compagnie du Saint-Sacrement) unterstützt werden sollte. Wie in Tart wurde in Port-Royal 1629 die Äbtissinnenwahl auf drei Jahre eingeführt. Zur besseren Verzahnung der Klöster Tart und Port-Royal ging Agnès Arnauld 1629 von Port-Royal nach Tart (und war dort von 1632 bis 1635 Äbtissin) und ging 1630 Jeanne de Pourlan von Tart nach Port-Royal und wurde dort Priorin.

### Zamets Scheitern in Port-Royal (1633–1636)
1633 gründete Zamet in der Rue Coquillière im Zentrum von Paris sein Institut des Allerheiligsten, in das Angelika Arnauld mit einigen Nonnen einzog. Doch erlitt Zamet bei der Gelegenheit den ersten Affront, insofern der von ihm ebenfalls vorgesehenen Jeanne de Pourlan vom Erzbischof Jean-François de Gondi der Eintritt verweigert wurde. Als Nächstes ließ Erzbischof Octave de Bellegarde (1588–1646) von Sens eine bereits früher von Agnès Arnauld verfasste Schrift mit dem Titel Le chapelet secret du Saint Sacrement (Der geheime Rosenkranz des Allerheiligsten) von der Sorbonne als häretisch verurteilen, was das gesamte Institut (einschließlich der Klöster Port-Royal und Tart) in Misskredit brachte. Da die Ehre des Instituts durch die Publikation einer Apologie gerettet wurde, lud Zamet den Verfasser, Jean Duvergier de Hauranne, genannt Saint-Cyran, nach Port-Royal ein, wo er ab 1634 zum geistlichen Leiter wurde und bald in Opposition zu Zamet trat.
Saint-Cyran, ein Mann von höchster theologischer Gelehrsamkeit, verfocht das später jansenistisch genannte Konzept äußerster klösterlicher Strenge und gewann damit die begeisterte Zustimmung von Angelika Arnauld, die sich angesichts der Reformmethode Zamets (die gepaart war mit Milde und einem auf Sauberkeit, Schönheit und Größe gerichteten Streben) zunehmend unbehaglich fühlte. Zamet erkannte die Gefahr und versuchte, sein Bistum an Jean-Jacques Olier abzugeben, um in Paris präsent sein zu können, doch Olier lehnte ab. Im Kloster kam es zur Spaltung in eine Saint-Cyran-Partei und eine Zamet-Partei, ein Zwist, der sich in der Öffentlichkeit fortsetzte und in dem die Oratorianer, Vinzenz von Paul, der Hof und die Jesuiten für Zamet Partei ergriffen. 1636 kam es zum Eklat, als die nach Port-Royal zurückgekehrte und dort zur Äbtissin gewählte Agnès Arnauld, persönlich eine Verehrerin von Zamet, von ihrer Schwester gezwungen wurde, Zamet brieflich des Hauses zu verweisen, weil er sich den Schwestern gegenüber zu milde zeige. Dies führte dazu, dass Zamet sich auf sein Bistum zurückzog und in Paris keine weiteren Initiativen ergriff. Gleichzeitig war aber auch Saint-Cyrans Position unhaltbar geworden, und er ging ebenfalls in sein Kloster Saint-Cyran in Saint-Michel-en-Brenne (Département Indre) zurück.
Damit war aber die Affäre nicht vom Tisch, sondern brodelte weiter und drohte (nicht unähnlich der Dreyfus-Affäre) die Öffentlichkeit zu spalten und auf Dauer Unfrieden zu stiften. Deshalb bat Richelieu den ihm gut bekannten Zamet um eine Stellungnahme (die bis 1645 geheim blieb und dann von den Jesuiten öffentlich gemacht wurde), aus der hervorgeht, dass es Saint-Cyran schwerfiel, das Trienter Konzil anzuerkennen. Richelieu reagierte 1638 mit der Festnahme von Saint-Cyran (der 1643 kurz nach seiner Freilassung starb). Im gleichen Jahr schloss Erzbischof Gondi das Institut des Allerheiligsten (um das Zamet sich nicht mehr kümmerte) und brachte die dortigen Nonnen nach Port-Royal. Als 1645 Verteidigungsschriften für Saint-Cyran und gegen Zamet auftauchten, antwortete dieser nicht mehr.

### Wirken im Bistum und Tod
Von 1636 bis zu seinem Tod wirkte Zamet segensreich in seinem Bistum. Er gründete Hospitäler in Langres und Dijon, das Kloster des Ordens von der Heimsuchung Mariens in Langres (1653) und reformierte das Benediktinerinnenkloster Rougemont in Rougemont (Département Côte-d’Or). Er hatte die Freude, den jungen Jacques-Bénigne Bossuet (* 1627) in Dijon heranwachsen zu sehen, musste aber auch den Tod seiner langjährigen geistlichen Freundin Jeanne de Pourlan († 1651) erleben. Schließlich erkrankt, zog er sich auf das dem Bistum gehörende Schloss Mussy in Mussy-sur-Seine (damals: Mussy-L’Evesque) zurück und starb dort im 67. Lebensjahr.

## Werke
- Lettres spirituelles de Sébastien Zamet, évêque-duc de Langres, pair de France. Hrsg. Louis-Nicolas Prunel. A. Picard, Paris 1911–1912.